# De Tweeling (boek)
De Tweeling is een boek van Tessa de Loo over twee zussen Lotte en Anna.
Op het boek is de film De Tweeling gebaseerd, geregisseerd door Ben Sombogaart. Deze film was genomineerd voor een Oscar. In 2015 volgde een musical.

## Inhoud
In de herfst van 1990 verblijft de 74-jarige Lotte Goudriaan enige weken in het kuuroord Spa in de Belgische Ardennen. Zij lijdt aan artrose en de kuur die zij volgt, is bedoeld om haar pijn te verlichten. Op de derde dag ontmoet zij in de rustzaal van het Thermaal Instituut een Duitse vrouw van haar leeftijd. Zij is ook wegens versleten gewrichten bezig aan een kuur. De vrouw blijkt afkomstig te zijn uit Keulen en dat is ook de stad waar Lotte geboren is. Snel wordt duidelijk dat de Duitse, Anna Grosalie genaamd, de tweelingzus van Lotte is. Toen zij zes jaar oud waren, overleden hun ouders kort na elkaar. De familie besloot daarop dat Anna bij een oom en een tante op het Duitse platteland zou worden opgevoed, terwijl Lotte werd ondergebracht bij het gezin van een neef van de vader in Nederland. Door slechte verhoudingen binnen de familie, maar vooral door de oorlog zijn de twee zussen elkaar uit het oog verloren. Na hun gedwongen scheiding hebben ze elkaar slechts twee keer ontmoet, de laatste keer vlak na de oorlog.
Hun toevallige weerzien na al die tijd is vanzelfsprekend een emotionele aangelegenheid. Tijdens wandelingen in de bosrijke omgeving van Spa, in de conversatiezaal van het Thermaal Instituut, in een restaurant of in een van de lokale patisserieën vertellen zij elkaar wat ze hebben meegemaakt, sinds ze als jonge kinderen gescheiden werden. Daarbij passeert vooral de eerste dertig jaar de revue. Lotte neemt vanaf het begin een koele en gereserveerde houding aan; soms wekt ze zelfs de indruk na al die jaren niets met haar Duitse tweelingzus (en dus haar eigen Duitse verleden) te maken te willen hebben. Anna is daarentegen verrukt over het weerzien en ze is blij dat zij eindelijk haar verhaal kan delen met degene bij wie ze zich vanaf de geboorte het meest geborgen heeft geweten.
Anna komt na de dood van haar ouders terecht in een arm katholiek dorpsmilieu aan de rand van het Teutoburgerwoud. Haar grootvaders boerderij wordt geleid door haar oom Heinrich, een vertwijfelde man die eigenlijk helemaal geen boer wil zijn. Zijn luie, geniepige vrouw Martha maakt het leven voor Anna bijna ondraaglijk. Hoewel Anna goed kan leren, mag ze niet naar het gymnasium en wordt ze gedwongen om op de boerderij mee te helpen. Wanneer ze in de puberteit belangstelling voor een jongen toont met veel sympathie voor het opkomende nationaalsocialisme (waar haar oom van gruwt), straft haar oom dat af met fysieke mishandeling. Ze wordt dan enige tijd uit huis genomen om in een klooster op krachten te komen, waarna ze weer teruggaat naar de boerderij onder het toeziend oog van de kinderbescherming. Inmiddels is Hitler sinds 1933 aan de macht en in de daaropvolgende jaren komt ook het dorp steeds meer in de greep van het nazisme. Rond haar twintigste ontvlucht Anna de boerderij van haar oom en keert zij in haar eentje terug naar Keulen, waar ze een baan vindt als dienstmeisje.
In vergelijking met de jeugd van Anna is die van Lotte vrijwel zorgeloos verlopen. Zij groeit op in de mooie, bosrijke omgeving van het Gooi in een progressief socialistisch, niet-godsdienstig milieu. Haar pleegvader houdt zich vooral bezig met het lezen van Marx en de ontwikkeling van geluidstechniek. Lottes jeugd staat in het teken van de muziek en ze krijgt alle gelegenheid om haar zangtalent te ontplooien. Het huwelijk van haar nieuwe ouders is echter niet optimaal; de escapades van haar humeurige, egocentrische vader maken haar moeder depressief en later balanceert hij als gevolg van een ongeluk maanden op het randje van de dood. Naarmate de jaren dertig verstrijken neemt in Lottes omgeving de bezorgdheid toe over de politieke en maatschappelijke veranderingen in het naburige Duitsland.
Wanneer het Duitse leger in september 1939 Polen binnenvalt en de Tweede Wereldoorlog feitelijk begint, heeft Anna een betrekking als kamermeisje bij een adellijke familie op een landgoed aan de rand van Keulen. Lotte achterhaalt haar adres en nieuwsgierig geworden naar haar eigen wortels, besluit ze haar tweelingzus te gaan opzoeken. Hun ontmoeting tijdens oudjaar is echter een tegenvallende gebeurtenis voor Lotte. Zij kan het weerzien met Anna en haar eigen geboorteland niet los zien van haar kennismaking met het nazisme, dat zich overal zichtbaar in het Duitse dagelijkse leven heeft genesteld. Hoewel de Duitse inval in Nederland nog vijf maanden op zich zou laten wachten, krijgt voor Lotte het begrip ‘vijand’ voor het eerst van haar leven een concrete betekenis.
De oorlog grijpt om zich heen. Na een ontmoeting met de Oostenrijkse soldaat Martin Grosalie ontwikkelt Anna een verhouding met hem. Hun relatie zal echter vooral uit een briefwisseling bestaan omdat hij meestal ergens in Europa aan het front ligt. Ook nadat ze midden in de oorlog in Wenen zijn getrouwd, leven ze goeddeels van elkaar gescheiden. Anna verhuist met de adellijke familie naar een slot in het oosten van Duitsland, omdat het in Keulen te gevaarlijk is geworden wegens de Engelse bombardementen. Lotte ervaart de oorlog voor het eerst aan den lijve wanneer in de beginjaren van de bezetting een joodse vriend van haar wordt opgepakt en naar Duitsland wordt gestuurd. Zij is lid van het omroepkoor, maar ze verliest haar baan nadat ze weigert zich bij de Kultuurkamer te laten registreren. Vooral na de ernstige ziekte van haar pleegmoeder, gaat vervolgens al haar aandacht uit naar de verzorging van het gezin en de vele onderduikers die inmiddels bij de familie inwonen. Maar ook in Duitsland worden vanaf 1942 de leefomstandigheden steeds slechter en groeit de anarchie. Door de Russische dreiging aan het oostfront zegt Anna op aandrang van haar echtgenoot haar baan op en verhuist ze naar Wenen in afwachting van zijn terugkeer. Vlak na haar aankomst krijgt ze het bericht van zijn dood op het slagveld.
In de slotfase van de oorlog werkt Anna als Rode Kruiszuster in de veldhospitalen van het Duitse leger in Oostenrijk en de Beierse Alpen en ervaart ze zo het oorlogsleed van dichtbij. Op haar beurt leert Lotte tijdens de hongerwinter in Nederland wat schaarste betekent; voor haar en haar familie is leven nog slechts proberen te overleven. Uit angst voor een lege toekomst en omdat ze ook niet langer thuis wil blijven wonen, trouwt Lotte in het zicht van de bevrijding in alle stilte met een van de onderduikers, de violenmaker Ernst Goudriaan.
De komst van de Amerikaanse bevrijders maakt een einde aan Anna’s werkzaamheden als verpleegster. De veldhospitalen gaan een voor een dicht en na een korte gevangenschap wordt zij maandenlang meegesleurd in de algehele ontreddering waarin het land verkeert. Op haar eenzame zwerftocht door het westen van Duitsland ontmoet ze uiteindelijk een vrouw die haar in contact brengt met de directrice van een opleidingsinstituut voor sociaal werksters. Zij wordt toegelaten tot de opleiding en kan vervolgens haar nieuwe leven gaan opbouwen. Na de bevrijding van Nederland gaat Lotte met haar man in Den Haag wonen. Enige tijd na de oorlog weet Anna haar adres te achterhalen. Bij haar bezoek in Den Haag wil Lotte echter niets van Anna weten; ze weigert zelfs Duits met haar te spreken en voor zover er sprake is van een dialoog fungeert de echtgenoot van Lotte als tussenpersoon. Lotte en haar man (die tien jaar voor het weerzien in Spa is overleden) zullen vijf kinderen krijgen. Anna hertrouwt niet en zal jarenlang bij de kinderbescherming werkzaam zijn.
Aan het begin van de derde week in Spa, op de ochtend na het laatste gesprek tussen de twee zussen, sterft Anna in een veenturfbad aan een hartaanval. Wanneer een medewerker van het Thermaal Instituut aan Lotte vraagt naar haar band met de vrouw, antwoordt zij aarzelend, maar toch geëmotioneerd dat Anna haar zuster is. Vol wroeging beseft Lotte op dat moment dat haar erkenning van de familieband met haar Duitse wederhelft te laat is gekomen.
(Dit is de plot van het boek, niet dat van de film. De plot van de film heeft een ander einde, de musical heeft nóg een ander einde.)